# Hydraena ovata
Hydraena ovata är en skalbaggsart som beskrevs av Emile Janssens 1961. Hydraena ovata ingår i släktet Hydraena och familjen vattenbrynsbaggar. Inga underarter finns listade i Catalogue of Life.